# Ostedes assamana
Ostedes assamana là một loài bọ cánh cứng trong họ Cerambycidae.